# فریدنسرایش هوندرتواسر
فریدنرایش هوندات‌واسا (انگلیسی: Friedensreich Hundertwasser؛ زاده ۱۵ دسامبر ۱۹۲۸ درگذشته ۱۹ فوریهٔ ۲۰۰۰) هنرمند و معمار اکسپرسیونیست اتریشی‌تبار اهل نیوزلند بود.